# Зибирхалинский диалект
Зибирхалинский диалект (годоб. шалалIи диалект) — диалект годоберинского языка, используемый в селе Зибирхали Ботлихского района и в селе Теречное Хасавюртовского района Дагестана. Имеет некоторые особенности от собственно-годоберинского диалекта, которые заключаются преимущественно в фонетике. 

## Общие сведения
В зибирхалинском диалекте годоберинского языка в основном имеются различия в фонетике. В собственно-годоберинском диалекте велярные согласные палатализованы, а в зибирхалинском нет. Пример: год. кяру, зиб. кару «тут, тутовое дерево»; год. гяжару, зиб. гажалу «клык»; год. гIахьял, зиб. гIахьал «половина» и т.д. Помимо этого, вспомогательный глагол «ида» («есть, имеется), который присущ собственно-годоберинскому диалекту, в зибирхалинском диалекте имеет форму «иде» и в большинстве случаев не присоединяется к деепричастиям глаголов: год. гьикьуда, зиб. гьикьу иде «сказал, букв. сказав есть»; год. мана бакIвада зиб. мана бикIва иде «оказывается, пошли» и т.д.
Из-за географического положения на зибирхалинский диалект немалое влияние оказал чеченский язык. Это объясняет наличие многих заимствований из чеченского языка в речи жителей села Зибирхали.